# Kubla Khan

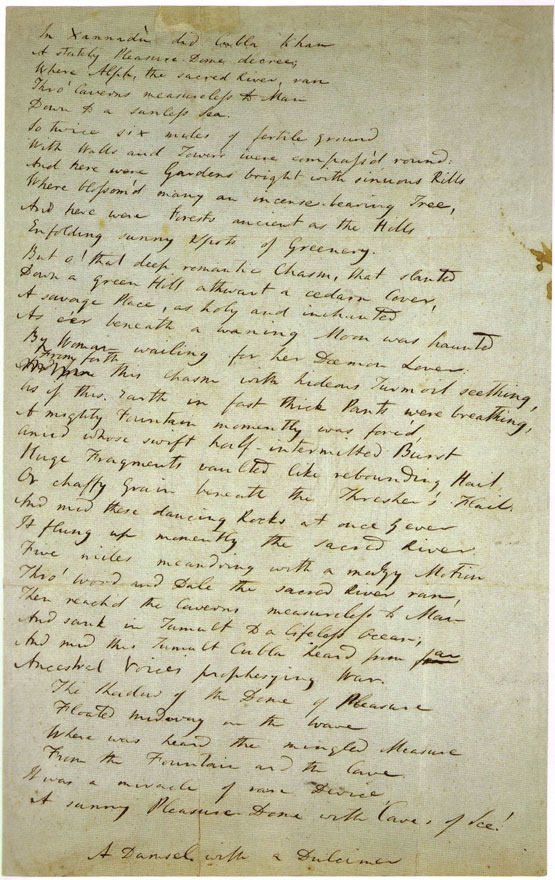
Origineel manuscript, British Library.

Kubla Kahn, of voluit Kubla Khan, or a Vision in a Dream. A Fragment., is een gedicht van de Britse dichter Samuel Taylor Coleridge. De naam verwijst naar Koeblai Khan (1215-1294), heerser van het Mongoolse Rijk en keizer van China. Coleridge verklaarde het werk in de herfst van 1797 geschreven te hebben, maar de eerste publicatie dateert uit 1816.
De beroemde eerste strofe luidt:
In Xanadu did Kubla Khan
a stately pleasure-dome decree
where Alph the sacred river ran
through caverns measureless to man
down to a sunless sea
Xanadu, Zanadu of Shang Du, was de naam van het zomerpaleis van de khan. Het was befaamd om zijn luxe en grandeur, na het bezoek omstreeks 1266 van Marco Polo ook in Europa. Archeologen hebben de resten van Xanadu teruggevonden in Binnen-Mongolië, 275 km ten noorden van Peking.
De heilige rivier Alpheüs is de langste rivier op de Peloponnesos in Griekenland. Hij ontspringt in Arcadië en zoekt zijn weg, deels ondergronds, naar de Ionische Zee. In de Griekse mythologie nam de stroomgod Alpheüs deze route toen hij het spoor volgde van de nimf Arethusa. De rivier is allengs vereenzelvigd met diverse onzichtbare stromen in goddelijke en menselijke aangelegenheden. Zo verlegde Herakles de loop van de rivier om de stallen van Augias schoon te spoelen.

## Droom
Een kanttekening op een manuscriptkopie van de dichter vermeldt dat het werk werd geïnspireerd door "een soort van reverie veroorzaakt door 130 mg opium ingenomen om een dysenterie te stelpen":
This fragment with a good deal more, not recoverable, composed, in a sort of Reverie brought on by two grains of Opium taken to check a dysentery, at a Farm House between Porlock & Linton, a quarter of a mile from Culbone Church, in the fall of the year, 1797.

## Invloed
Het gedicht vormt de basis voor het orkestwerk "Pleasure Dome of Kubla Khan" van de Amerikaanse componist Charles Griffes aanvankelijk geschreven in 1912 voor piano en in 1916 geïnstrumenteerd voor symfonieorkest. Het werk is voor het eerst uitgevoerd in 1919 in Boston door het Boston Symphony Orchestra onder leiding van Pierre Monteux.
Het gedicht wordt geciteerd in het begin van de film Citizen Kane van Orson Welles uit 1941. Het landgoed van Kane in Florida heet Xanadu, maar het is een herschepping van Hearst Castle, een paleis dat William Randolph Hearst in Californië had laten optrekken.
Science-fictionschrijver Arthur C. Clarke beschreef zijn samenwerking met Stanley Kubrick aan de film 2001: A Space Odyssey als volgt:
For MGM did Kubrick Stan
A stately astrodome decree
While Art the science writer ran
Through plots incredible to man
In search of solvency.
De Canadese rockgroep Rush heeft het nummer Xanadu op het album A Farewell to Kings uit 1977 gebaseerd op het gedicht. Het stuk duurt elf minuten. Delen van het gedicht zijn in de tekst terug te vinden.
Het titelnummer op het debuutalbum Welcome to the Pleasuredome van Frankie Goes to Hollywood uit 1984 is ook geïnspireerd door Coleridge. De openingsregel herhaalt het origineel in vrijwel dezelfde woorden:
In Xanadu did Kubla Khan a pleasure dome erect!
In Douglas Adams' roman Dirk Gently's Holistic Detective Agency wordt het gedicht verklaard als de klaagzang van een buitenaards wezen dat op de vroege Aarde motorpech kreeg, strandde en overleed, en als geest verder dwaalde. Miljarden jaren later deed de geest zijn verhaal aan Coleridge die echter zo gedrogeerd was dat die het verhaal volstrekt onherkenbaar neerschreef.
De Engelse popgroep Dave Dee, Dozy, Beaky, Mick & Tich had in 1968 in Engeland een nummer 1-hit met The Legend of Xanadu. Een liefdesliedje waarin het geluid van zweepslagen in de verte nog herinnert aan de Mongoolse ruiters.